# 果汁 (電影)
《果汁》（英語：Syrup）是一部2013年上映的美國喜劇電影，由Aram Rappaport報導，改編自馬克斯·巴里的1999年同名小說《Syrup》。本片於2013年5月1日進行網絡點播，2013年6月7日在美國戲院上映。

## 演員
- 安柏·赫德 飾 Six
- 希洛·費爾南德茲 飾 Scat
- 凱蘭·魯茲 飾 Sneaky Pete
- 布蘭妮·史諾 飾 Three
- 喬許·派斯（英语：Josh Pais） 飾 Davidson
- 凱特·納什 飾 Beth
- 瑞秋·德奇（英语：Rachel Dratch） 飾 Clerk
- 亞當·拉菲佛（英语：Adam LeFevre） 飾 Priest
- 克里斯托弗·埃文·韋爾奇（英语：Christopher Evan Welch） 飾 Davies
- 柴克瑞·布斯（英语：Zachary Booth） 飾 Chet

## 外部連結
- 互联网电影数据库（IMDb）上《果汁》的资料（英文）
- 爛番茄上《果汁》的資料（英文）
- Box Office Mojo上《果汁》的資料（英文）